# HMS Ursa (R22)
HMS Ursa (R22/F200) là một tàu khu trục lớp U được Hải quân Hoàng gia Anh Quốc chế tạo trong Chương trình Khẩn cấp Chiến tranh để phục vụ trong Chiến tranh Thế giới thứ hai. Ursa sống sót qua cuộc chiến tranh, được cải biến thành một tàu frigate nhanh chống tàu ngầm Kiểu 15 vào năm 1953 với ký hiệu lườn mới F200, và tiếp tục phục vụ cho đến khi ngừng hoạt động năm 1966 và bị tháo dỡ năm 1967. Nó là chiếc tàu chiến thứ hai của Hải quân Hoàng gia được đặt cái tên này.

## Thiết kế và chế tạo
Ursa được chế tạo tại xưởng tàu của hãng John I. Thornycroft and Company và được đặt lườn vào ngày 18 tháng 3 năm 1942. Nó được hạ thủy vào ngày 1 tháng 6 năm 1943 và nhập biên chế cùng Hải quân Hoàng gia vào ngày 23 tháng 12 năm 1943. Ursa được cộng đồng cư dân Borough of Hendon đỡ đầu trong khuôn khổ chiến dịch vận động gây quỹ Tuần lễ Tàu chiến. Tấm biển đánh dấu việc đỡ đầu này được lưu giữ tại Bảo tàng Quốc gia Hải quân Hoàng gia tại Portsmouth.

## Lịch sử hoạt động

### Thế Chiến II
Ursa thoạt tiên được phân về Chi hạm đội khu trục 25. Nó phục vụ cùng Hạm đội Nhà và tham gia Chiến dịch Overlord hỗ trợ cho cuộc Đổ bộ Normandy vào tháng 6 năm 1944 cũng như các hoạt động dọc theo bờ biển Đại Tây Dương của nước Pháp, vốn đã đưa đến việc phá hủy hoàn toàn căn cứ của Hải quân Đức tại đây trong trận chiến vịnh Audierne. Đến tháng 10 năm đó, nó được tái trang bị để phục vụ tại Viễn Đông, và đã gia nhập Hạm đội Thái Bình Dương nơi nó phục vụ cho đến cuối năm 1945. Nó quay trở về nhà và được cho ngừng hoạt động vào năm 1946.

### Sau chiến tranh
Từ năm 1953 đến năm 1954, Ursa được chọn để cải biến toàn diện thành một tàu frigate nhanh chống tàu ngầm Kiểu 15, và mang ký hiệu lườn mới F200. Nó nhập biên chế trở lại tại Xưởng tàu Chatham vào tháng 9 năm 1955, gia nhập Hải đội Frigate 6, và khởi hành vào tháng 11 năm 1955 để tham gia Lực lượng Hải quân Hoàng gia tại Địa Trung Hải đặt căn cứ tại Malta, bao gồm các tàu chị em Urania, Undine và Ulysses. Nó tuần tra thường xuyên ngoài khơi bờ biển đảo Síp, cùng các thành viên khác của Hải đội tìm cách tiêu diệt các nhóm du kích EOKA vốn đang chiến đấu chống lại sự cai trị của chính quyền Anh để giành độc lập cho hòn đảo này. Các chuyến tuần tra của nó thường kéo dài sáu tuần lễ, xen kẻ với những đợt nghỉ ngơi.
Vào tháng 6-tháng 7 năm 1956, Ursa trải qua một đợt tái trang bị nhỏ trong khoảng sáu tuần lễ tại Gibraltar, và sau đó đi vào ụ tàu King George IV cùng với toàn thể hải đội bao gồm hai tàu quét mìn để bảo trì. Đến tháng 11 năm 1956, cùng với hải đội, nó hình thành nên lực lượng Hải quân Hoàng gia được sử dụng trong Chiến dịch Musketeer, một hoạt động phối hợp giữa Anh, Pháp và Israel nhằm tái chiếm kênh đào Suez. Ursa thoạt tiên được phối thuộc cùng lực lượng tàu sân bay, làm nhiệm vụ phòng thủ chống tàu ngầm và cứu hộ không biển cho các tàu sân bay HMS Albion và HMS Bulwark. Sau đó nó chuyển sang hộ tống chống tàu ngầm cho các tàu chở dầu. Nó được cho xuất biên chế vào tháng 4 năm 1957 tại Xưởng tàu Chatham.
Ursa trải qua một đợt tái trang bị tại Malta vào năm 1961 trước khi Hải quân Hoàng gia chuyển giao lại xưởng tàu này, và được cho nhập biên chế trở lại vào tháng 11 năm đó dưới quyền chỉ huy của Trung tá Hải quân Sam Brooks. Nó trải qua nữa đầu năm 1962 tại Địa Trung Hải và quay trở về Anh vào tháng 6 năm 1962. Đến tháng 1 năm 1963, đang khi thực hành tại Ailsa Craig gần Firth of Clyde, Scotland hỗ trợ cho các hoạt động tàu ngầm, nó mắc tai nạn va chạm với tàu khu trục HMS Battleaxe. Ursa bị hư hại phần mũi, trong khi Battleaxe bị hư hại nặng giữa tàu. Ursa quay trở về Xưởng tàu Chatham nơi nó được thay thế một mũi tàu mới, với góc nghiêng tăng thêm vài độ, trong khi Battleaxe được cho ngừng hoạt động và bị tháo dỡ.
Ursa tiếp tục phục vụ cho đến khi được đưa về lực lượng dự bị vào năm 1966. Nó sau đó bị bán để tháo dỡ, và được cho kéo đến xưởng tháo dỡ của hãng Cashmore's ở Newport vào năm 1967.